# Todos los hombres del presidente (libro)
Todos los hombres del presidente fue un libro de no ficción escrito por Carl Bernstein y Bob Woodward, dos periodistas de The Washington Post que investigaron el escándalo Watergate. En 1976, publicaron una secuela titulada The Final Days, en el que narraron los últimos meses de la presidencia de Richard Nixon.

## Argumento
El libro narra las labores periodísticas del dúo desde que el reportaje inicial realizado por Woodward sobre el allanamiento al complejo Watergate hasta las renuncias de H. R. Haldeman y John Ehrlichman y la revelación de la existencia de grabaciones de conversaciones de Nixon en 1973. Describe en detalle los eventos detrás de los principales reportajes que escribieron para The Washington Post, revela la identidad de algunas fuentes que no habían sido nombradas, incluso a Hugh W. Sloan, Jr. Narra las reuniones secretas que Woodward tenía con el informante Garganta Profunda, cuya identidad no fue revelada por 30 años.
El nombre del libro hace referencia a la canción infantil sobre Humpty Dumpty («All the king's horses and all the king's men / Couldn't put Humpty together again»). La novela de 1946 All the King's Men de Robert Penn Warren, narra la historia de un gobernador corrupto, al que hace referencia a la canción.

## Adaptación cinematográfica
En 1976, fue adaptado en la película homónima dirigida por Alan J. Pakula y protagonizada por Robert Redford (como Woodward) y Dustin Hoffman (Bernstein). La película ganó cuatro Premios Óscar.